# Lot nad kukułczym gniazdem (spektakl)
Lot nad kukułczym gniazdem – spektakl teatralny odbywający się na deskach Teatru Śląskiego w Katowicach, na podstawie kultowej powieści Kena Keseya o tym samym tytule oraz sztuki Dale'a Wassermana. Przygotowany w reżyserii Roberta Talarczyka.
Opowiada o losach zbuntowanej jednostki i o konsekwencjach, jakie poniesie za oporną postawę wobec szeroko pojętego systemu normalizującego.
| Lot nad kukułczym gniazdem | Lot nad kukułczym gniazdem           |
| -------------------------- | ------------------------------------ |
| Reżyseria i muzyka         | Robert Talarczyk                     |
| Opracowanie tekstu         | Aleksandra Czapla-Oslislo            |
| Instalacje, kostiumy       | Katarzyna Sobańska, Marcel Sławiński |
| Typ spektaklu              | dramat                               |
| Język                      | polski                               |
| Data premiery              | 22.11.2013r.                         |
| Miejsce premiery           | Teatr Śląski, Katowice               |

## Fabuła
Główny bohater Randle Patrick McMurphy, aby uniknąć odsiadywania kary w więzieniu za przestępstwa, udaje chorego psychicznie i trafia do zakładu psychiatrycznego. Jego przekonanie o tym, że znajduje się w sielankowej placówce zostaje powoli rujnowane przez główną dozorczynię całego oddziału – siostrę Ratched. Z pozoru nienaganna, opanowana, racjonalna, a zarazem okrutna i despotyczna. Nie stroni od bezwzględnych, czasem wręcz bolesnych technik zaprowadzania porządku wśród pensjonariuszy. Z profesjonalizmem wykonuje wszystkie procedury. To powoduje, że na oddziale panuje matriarchat. Niestandardowy pacjent McMurphy nie może pogodzić się z dominacją i okrucieństwem terapeutki, dlatego postanawia przeciwstawić się i bronić swojego szaleństwa. Jednakże skutki tych działań okażą się być drastyczne
W programie do spektaklu reżyser zdradził, że zrodziła go potrzeba przyjrzenia się współczesnej formie buntu, który jest według niego przywilejem młodych ludzi.

## Obsada
- Dariusz Chojnacki jako Randle Patrick McMurphy
- Katarzyna Brzoska jako Siostra Ratched
- Grzegorz Przybył jako Wódz Bromden
- Artur Święs jako Dale Harding

- Jerzy Głybin jako Cheswick

- Antoni Gryzik jako Pułkowik Matterson
- Bartłomiej Błaszczyński jako Billy Bibbit
- Marek Rachoń jako Martini
- Wiesław Kupczak jako Ruckly
- Wiesław Sławik jako Scanlon
- Zbigniew Wróbel jako Ellis
- Jerzy Kuczera jako Doktor Spivey
- Dorota Chaniecka jako Siostra Flinn
- Agnieszka Radzikowska jako Candy Starr
- Katarzyna Błaszczyńska / Karina Grabowska jako Sandra
- Grzegorz Lamik jako Pielęgniarz Warren
- Mateusz Znaniecki / Marcin Szaforz jako Pielęgniarz Williams
- Andrzej Warcaba jako Pielęgniarz Turkle

## Nagrody
Złota Maska za najlepszą rolę aktorską w 2013 roku dla Dariusza Chojnackiego za rolę Randle'a McMurphy’ego w spektaklu „Lot nad kukułczym gniazdem” Dale Wassermana w reżyserii Roberta Talarczyka w Teatrze Śląskim im. St. Wyspiańskiego w Katowicach.